# Type 89 (миномёт)

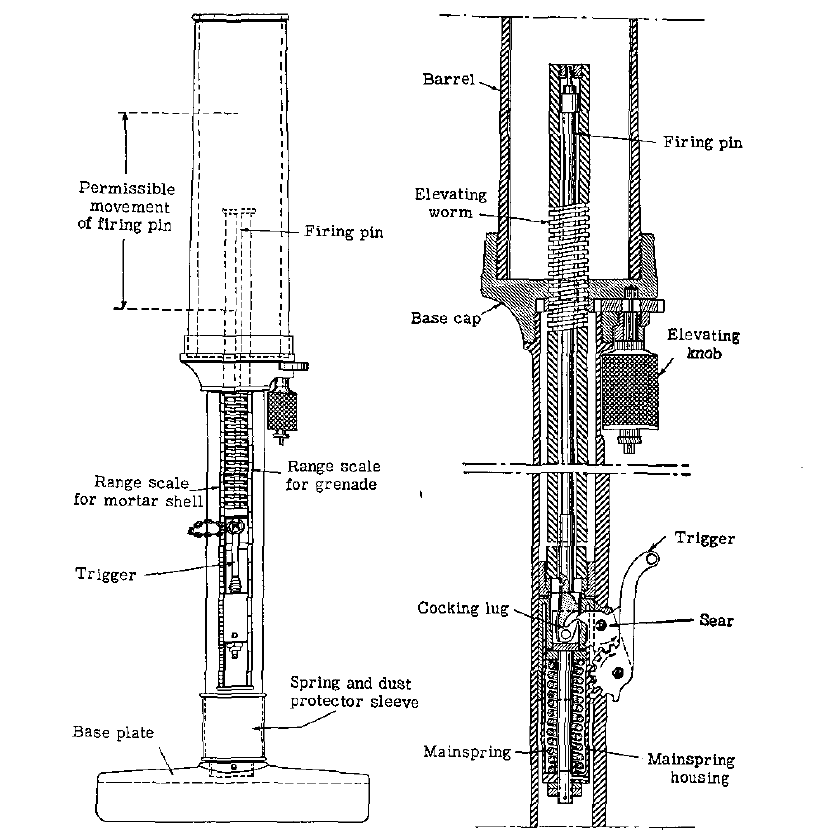
Регулировка дальности производилась изменением положения, до которого опускалась в ствол граната.

Тип 89 (яп. 八九式重擲弾筒 хати-кю: сики дзю:-текидан'то:, «Тяжёлый 50-мм гранатомёт Тип 89») — японский 50-мм гранатомёт, разработанный в 1929 году для замены 50-мм гранатомёта "10", начал массово поступать на вооружение пехотных батальонов японской армии с 1936 года.

## Описание
Гранатомёт имел простую конструкцию.
Регулировка дальности производилась изменением положения, до которого опускалась в ствол граната. Для выстрела требовалось спустить предварительно взведённый ударный механизм. При малом весе (4,7 кг) и размерах (длина ствола 248 мм) гранатомёт обеспечивал выстрел универсальной гранатой "тип 10" весом 530 г на расстояние до 190 м. Прицельных приспособлений не было, однако массовость этого оружия и довольно значительная мощность боеприпаса делали его применение весьма неприятным для противника, особенно в условиях джунглей.
Значимым отличием от гладкоствольного гранатомёта "тип 10" стало превращение ствола в нарезной (при сохранении внутреннего диаметра) и введение нового боеприпаса, гранаты-мины тип 89, что подняло втрое мощность и убойную силу боеприпаса по сравнению с универсальной гранатой, а дальность огня увеличилась почти вчетверо (до 650-670 м). Однако наиболее массово применяемым боеприпасом оставались универсальные гранаты, благодаря более массовому выпуску и удобству снабжения.
Гранатомёт-миномёт Тип 89 имел малый (для этого типа оружия) вес, но для ещё большего облегчения мог разбираться на 3 части, переносимых по отдельности тремя солдатами.
В соответствии с полевым уставом 1938 года укомплектованная по штатам пехотная дивизия японской армии имела возможность сосредоточить на 1 км фронта 57 гранатомётов (из них 25 шт. - на переднем крае). Однако даже при наличии значительного количества гранатомётов к началу 1939 года огневая мощь пехотной дивизии японской армии существенно уступала пехотным дивизиям промышленно развитых европейских государств.

## Транспортировка
В снаряжение расчёта 50-мм гранатомёта "тип 89" входили тканевый чехол с лямкой (в походном положении оружие переносили в тканевом чехле за плечом), банник для чистки и два подсумка для гранат (по одному подсумку переносили первый и второй номер расчёта)
Обычно пишут, что этот миномёт переносился японскими солдатами прикреплённым ремнем к ноге, отчего сами японцы называли его «ножной миномёт». Однако довольно трудно бегать, привязав вдоль ноги железку весом в несколько килограммов, а потом отвязывать ремни под огнём противника. На самом деле, благодаря небольшим размерам и весу миномёт мог удобно крепиться к поясу наподобие холодного оружия.
К несчастью для американских солдат, кто-то из переводчиков неправильно перевёл название миномёта на английский язык как «коленный миномет» ((англ. Knee Mortar)). Эта ошибка привела к серии несчастных случаев у солдат, которые пытались использовать трофейные миномёты, следуя неточному переводу названия — упирая в колено. Неизвестно, сколько раздробленных при выстреле коленных чашечек незадачливых американских миномётчиков записало на свой счёт это орудие. Так или иначе попытка произвести выстрел, уперев опорную плиту подобным образом, гарантировано приводила к перелому. Отдача этого компактного оружия была вполне ощутимой, поэтому плиту надлежало помещать на землю или на какую-то другую надёжную опору.

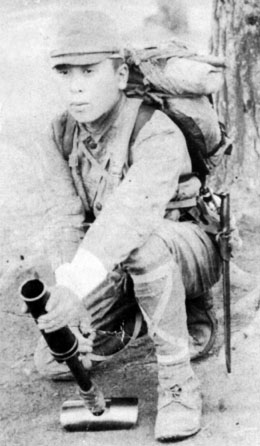
Японский 50-мм «коленный» миномёт на позиции.
Пример неправильного (травмоопасного) применения 50-мм миномёта Тип 89.